# 小眼叉鰾石首魚
小眼叉鰾石首魚為輻鰭魚綱鱸形目鱸亞目石首魚科的其中一種，分布西大西洋區，從哥斯大黎加至巴西海域，棲息深度可達40公尺，體長可達20公分，棲息在沿海海域，以海底有機物為食，可做為食用魚。